# Seppiana
Seppiana (piemontiul: Sapiana vagy Sëppian-a) település Olaszországban.  Seppiana Calasca-Castiglione, Montescheno, Pallanzeno, Viganella, Villadossola és Piedimulera községekkel határos.

## Népesség
A település népességének változása: